# Sjal
Et sjal er et stykke tekstil (ofte trekantet eller rektangulært) beregnet som skulderdække til kvinder til evt. at tage om skuldrene på kolde dage. Sjalet er typisk større end et tørklæde. 
Selve sjalet stammer fra Orienten og er gennem tiderne blevet udført i ofte kostbare stoffer, eventuel med fornem udsmykning. Det danske ord sjal stammer fra engelsk shawl. 
I 1800-tallet var det på højeste mode og en vigtig del af beklædningen. Ofte blev det også båret i hånden eller over armen, da måden at bære det på også var en del af moden. 
Sjalet bliver brugt den dag i dag og bæremåden er stadig nøje bestemt af moden.